# Acaena latifrons
Acaena latifrons é uma espécie de rosácea do gênero Acaena, pertencente à família Rosaceae.